# Karl Wanschaff
Johann  Karl Georg Wanschaff (* 1775 in Frellstedt bei Braunschweig; † 9. Februar 1848 in Berlin) war ein von Karl Friedrich Schinkel geförderter und bevorzugter Berliner Möbeltischlermeister. Am 11. Februar 1829 wurde er auf Empfehlung Schinkels sowie des Prinzen Carl von Preußen von König Friedrich Wilhelm III. von Preußen mit dem Prädikat ‚Hoftischler‘ ausgezeichnet.

## Leben
Wanschaff verbrachte seine Lehr- und Gesellenzeit in Hamburg und Berlin. Im Jahr 1806 ließ er sich gemeinsam mit seinem Bruder Bernhard endgültig in Berlin nieder. Haus und Werkstatt, in der neben Möbeln auch Aufträge auf dem Gebiet der Bautischlerei ausgeführt wurden, befanden sich seinerzeit in der Berliner Wilhelmstrasse 47. In dieser Zeit (1806 bis 1808) dürfte auch die Verbindung zu Schinkel entstanden zu sein.
Wanschaffs erster großer Auftrag bestand 1816 in der Ausführung Schinkelscher Möbelentwürfe für die Wohnung des Prinzen August von Preußen. Weitere frühe, über Schinkel vermittelte Aufträge führte Wanschaff für das Jagdschloss Antonin bei Posen sowie für Schloss Tegel (Wilhelm von Humboldt) aus. Im Jahr 1825 erhielt Wanschaffs Werkstatt einen umfangreichen Auftrag für König Friedrich Wilhelm III. Es handelte sich um die Möblierung seines Sommerhauses im Charlottenburger Park, dem sog. Neuen Pavillon. In den folgenden Jahren kam es zu vielen herausragenden Auftragsarbeiten Wanschaffs, die alle über Schinkel zustande kamen, der Wanschaff auch freundschaftlich verbunden war, so z. B. für die Wohnung des Kronprinzen Friedrich Wilhelm (späteren König Friedrich Wilhelm IV.), für das Palais des Prinzen Carl von Preußen sowie für die Wohnsitze der Prinzen Albrecht, Friedrich und Wilhelm von Preußen (späteren König Wilhelm I.). Wanschaff erhielt über Schinkel jedoch auch Aufträge im europäischen Ausland, so z. B. für die Herzogin von Sutherland in London. Nach dem Tode Schinkels am 9. Oktober 1841 sind jedoch kaum mehr große Auftragsarbeiten Wanschaffs für herausgestellte Persönlichkeiten nachweisbar. Dass es aber lange Jahre nach Schinkels Tod noch Kontakte zwischen den Familien Wanschaff und Schinkel gegeben hat, belegt u. a. ein Adresseintrag der Wanschaffs im Notizkalender von Schinkels Tochter Susanne aus dem Jahr 1858. (Privatbesitz)

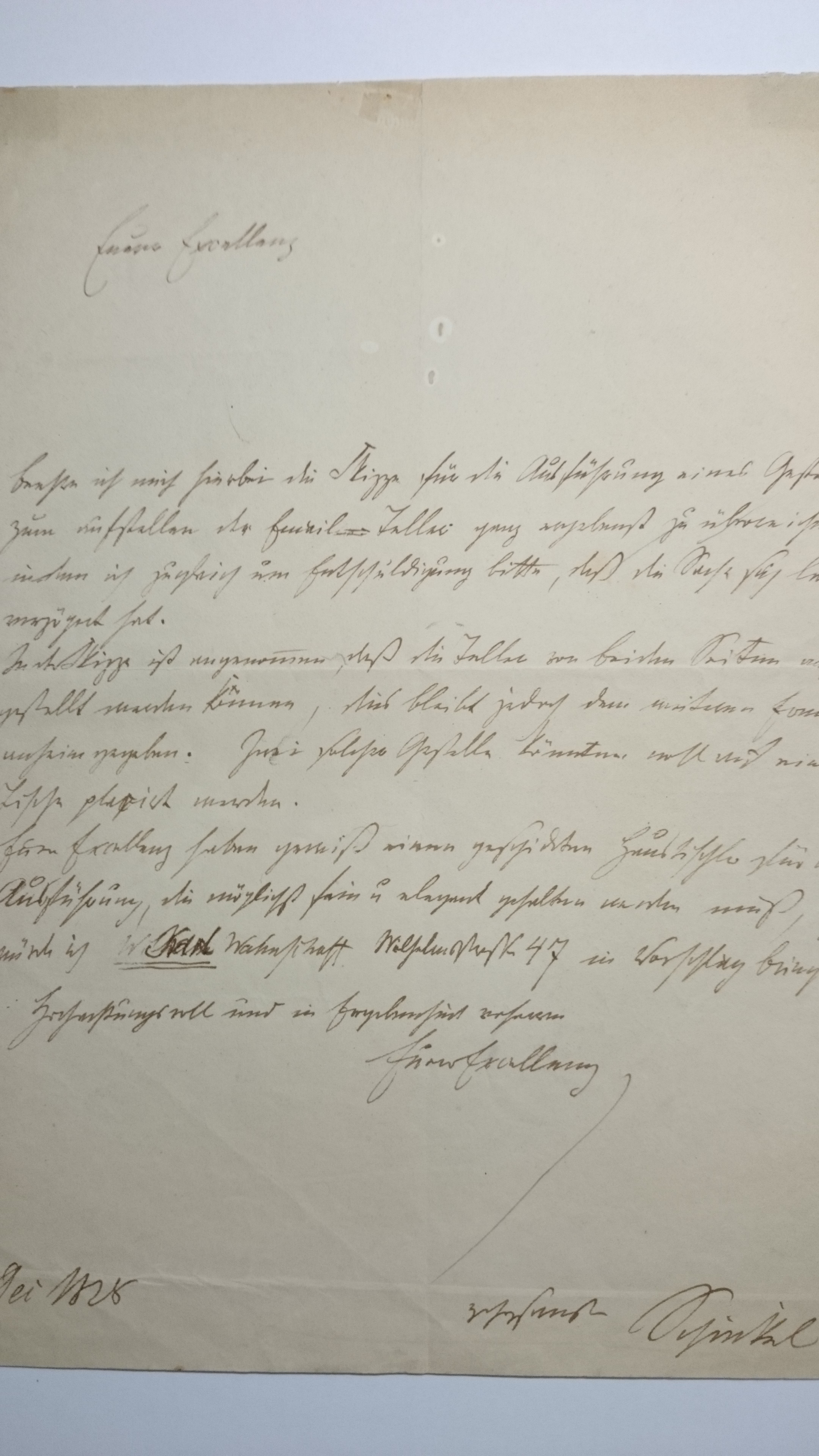
Brief Schinkels vom 15. Dezember 1828 an einen unbekannten Kunstsammler mit Empfehlung Karl Wanschaffs

Karl Wanschaff war verheiratet mit Henriette Hasselmann (1781–1864). Sein Sohn Julius, der 1844 ebenfalls mit dem Prädikat ‚Hoftischler‘ ausgezeichnet wurde, übernahm nach dessen Tod 1848 die Werkstatt. Er starb 1864 in Berlin. Die Möbelwerkstatt wurde danach nicht weiter fortgeführt.
Eine Tochter Karl Wanschaffs, Friderike (1811–1864), heiratete am 6. August 1831 den Dekorationsmaler Georg Sievers (ab 1853 kgl. Hof-Zimmermaler), einen späteren engen Mitarbeiter des Architekten August Stüler und Großvater des Kunsthistorikers und Schinkel-Forschers Johannes Sievers.
Schinkels Einfluss auf das Berliner Handwerk der Zeit kann nicht überschätzt werden. Insbesondere durch die gemeinsam mit seinem langjährigen Freund Christian Peter Wilhelm Beuth  herausgegebenen Vorbilder für Fabrikanten und Handwerker , die überwiegend eine antike Formensprache lehrten, übte Schinkel einen starken ästhetischen Einfluss auf die Gewerbetreibenden seiner Zeit aus.
Eine ganze Generation von Handwerkern, so z. B. neben den Gebrüdern Wanschaff auch der Tischlermeister Sewening, der Tapezierer Hiltl und der Ofenbauer Tobias Feilner , wurde so im Geiste des Schinkelschen Klassizismus geformt.